# Dalton (Georgia)
Dalton es una ciudad ubicada en el condado de Whitfield en el estado estadounidense de Georgia. En el censo de 2000, su población era de 27.912 habitantes.

## Demografía
En el 2000 la renta per cápita promedio del hogar era de $34,312, y el ingreso promedio para una familia era de $41,111. El ingreso per cápita para la localidad era de $20,575. Los hombres tenían un ingreso per cápita de $28,158 contra $23,701 para las mujeres.

## Geografía
Dalton se encuentra ubicado en las coordenadas 34°46′16″N 84°58′18″O / 34.77111, -84.97167 (33.918499, -84.840848).
Según la Oficina del Censo, la localidad tiene un área total de 51,3 km² (19,8 mi²), de la cual 51,3 km² (19,8 mi²) es tierra y 0,1 km² (0 mi²) (0.90%) es agua.

## Educación
Las Escuelas Públicas de Dalton gestiona escuelas públicas.